# Paul Allender
Pour les articles homonymes, voir Allender.
 (mars 2016).
Si vous disposez d'ouvrages ou d'articles de référence ou si vous connaissez des sites web de qualité traitant du thème abordé ici, merci de compléter l'article en donnant les références utiles à sa vérifiabilité et en les liant à la section « Notes et références ».
Paul Allender (né le 17 novembre 1970 à Colchester, en Angleterre) est un guitariste anglais. Il est notamment connu pour avoir été membre du groupe de metal Cradle of Filth.

## Biographie
À l'âge de six ans, son père l'initie aux arts martiaux. Il reçoit sa première guitare à l'âge de quatorze ans et ne joua que sporadiquement jusqu'à ses 19 ans, car son entraînement d'arts martiaux était sa priorité.
Il rejoint Cradle of Filth en tant que guitariste en 1992 et resta jusqu'en 1995. En 1996, Allender rejoint The Blood Divine et souhaite passer plus de temps avec son fils. En 1998, Allender fonda un autre groupe appelé Primary Slave. Il réintègre Cradle of Filth en 1999, juste avant de signer un premier contrat pour Primary Slave. En 2014, Paul quitte Cradle Of Filth pour se consacrer à son nouveau projet musical "White Empress". Allender est aussi impliqué dans un projet artistique appelé Vomitorium: The Dark Art Of Cindy Frey And Paul Allender.
La marque de guitare PRS crée une guitare signature à son nom en 2007.

## Discographie
- The Principle of Evil Made Flesh (Cradle of Filth, 1994)
- Awaken (The Blood Divine, 1996)
- Midian (Cradle of Filth, 2000)
- Data Plague  (Primary Slave, 2000)
- Bitter Suites to Succubi (Cradle of Filth, 2001)
- Lovecraft & Witch Hearts (Cradle of Filth, 2002)
- Live Bait For the Dead (Cradle of Filth, 2002)
- Rise Pantheon Dreams  (The Blood Divine, 2002)
- Damnation and a Day (Cradle of Filth, 2003)
- Nymphetamine (Cradle of Filth, 2004)
- Thornography (Cradle of Filth, 2006)
- Godspeed on the Devil's Thunder (Cradle of Filth, 2008)
- Darkly Darkly Venus Aversa (Cradle of Filth, 2010)
- The Manticore and Other Horrors (Cradle of Filth, 2012)
- Obsession With The Empress  (White Empress, 2014)
- Rise Of The Empress  (White Empress, 2014)

Remarque : la moitié de Vempire or Dark Faerytales in Phallustein et la plus grosse partie de Dusk... and Her Embrace ont été composées avec Paul à la guitare bien qu'il ne soit pas crédité sur ces deux opus.

## Sources
1. ↑  « Paul Allender (Cradle of Filth) », sur Guitariste-Metal, 13 février 2014 (consulté le 20 juin 2025)
2. ↑  « White Empress - Chroniques, biographie, discographie - www.french-metal.com », sur www.french-metal.com (consulté le 20 juin 2025)
3. ↑  « Test PRS Paul Allender », sur Guitariste-Metal, 21 janvier 2015 (consulté le 22 janvier 2025)
4. ↑  Interview de Dani Filth pour Hard N Heavy (n°56)

- MySpace de Vomitorium
- Site internet de Paul Allender
- Interview de Paul Allender